# Commodore 116
El C116 va ser un ordinador domèstic fabricat per la Commodore International. Un dels models de la sèrie Commodore 264, va ser pensat com un ordinador per a principiants i venut exclusivament a Europa (particularment a Alemanya). Com tots els altres microordinadors de la sèrie 264, no va obtenir gran èxit comercial.
El C116 va ser llançat el 1984. Tècnicament, era idèntic al C16, però tenia una carcassa més petita i teclat xiclet. Posseïa solament 16 KiB de RAM, dels quals 12 KiB disponibles per al BASIC (2 KiB en mode gràfic). No tenia port d'expansió.

## Especificacions tècniques
| Parts          | Especificacions | Especificacions |
| -------------- | --- | --------------- |
| UCP            | MOS Technology 7501 a 0,89 MHz o 1,76 MHz |                 |
| RAM            | 16 KiB |                 |
| ROM            | 32 KiB |                 |
| Teclat         | xiclet, 65 tecles (amb 4 tecles de funció i 4 tecles de cursor) |                 |
| Monitor        | televisor o monitor RGB; mode text: 40 x 25 caràcters; modes gràfics: 320 x 200/320 x 160 (amb 5 línies de text)/160 x 200/160 x 160 (amb 5 línies de text) pixels; 121 colors |                 |
| So             | dos canals, 4 octaves i «soroll blanc» |                 |
| Ports          | 1 port de cartutx, ports de casset, 1 port sèrie, 2 ports de joystick |                 |
| Emmagatzematge | casset o disquetera VIC-1541 (5,25", 170 KiB) |                 |